# Denis Julien Inscription (comté de Grand)
Ne doit pas être confondu avec Denis Julien Inscription (Colorado), Denis Julien Inscription (comté de San Juan) ou Julien Inscription Panel.
La Denis Julien Inscription est une inscription lapidaire laissée par Denis Julien le 3 mai 1836 dans ce qui est aujourd'hui le comté de Grand, dans l'Utah, aux États-Unis. Elle est inscrite au Registre national des lieux historiques depuis le 23 mai 1991.